# Michael Davitt

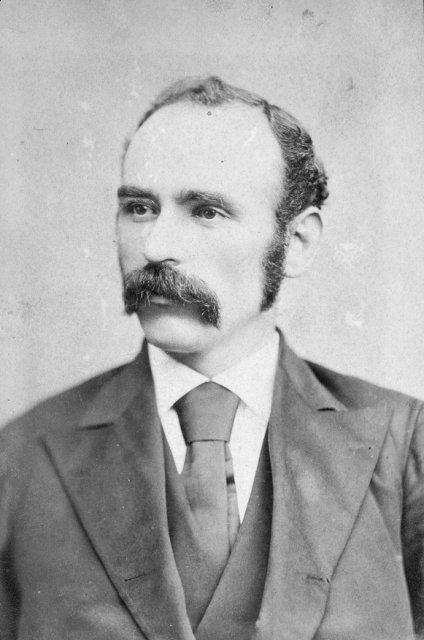
Michael Davitt, ca. 1878

Michael Davitt (irisch Mícheál Dáibhéad; * 25. März 1846 in Straide, County Mayo; † 30. Mai 1906 in Dublin) war ein irischer Politiker und Aktivist und Gründer der Irish Land League.

## Geburt und Kindheit
Michael Davitt kam im westirischen County Mayo als zweites von fünf Kindern zur Welt. Zu jener Zeit herrschte in Irland die Große Hungersnot. Als Michael Davitt sechs Jahre alt war, wurde sein Vater, Martin Davitt, von seinem Land vertrieben (was zu jener Zeit in Irland häufig vorkam, siehe auch Ballinglass Incident). Er zog deshalb nach England, um dort Arbeit zu suchen. Frau und Kinder folgten ihm 1855 in die Industriestadt Haslingden in Lancashire.
Im Alter von zehn Jahren begann der junge Michael Davitt dort in einer Baumwollfabrik zu arbeiten, wobei er mit 12 Jahren durch einen Arbeitsunfall seinen rechten Arm verlor. Aufgrund dieser Verletzung konnte er immerhin eine wesleyanische Schule besuchen. In dieser Zeit erwachte sein Interesse an der Geschichte und gegenwärtigen sozialen Situation Irlands.

## Politik
Dieses Interesse brachte ihn dazu, der Irischen Republikanischen Bruderschaft (Fenier) beizutreten. Aufgrund seiner politischen Aktivitäten in dieser Organisation kam er von 1870 bis 1877 ins Gefängnis.
Auch nach seiner Entlassung aus dem Gefängnis blieb er Mitglied der Irischen Republikanischen Bruderschaft. 1879 kehrte er nach Irland zurück und gründete die Irish National Land League, die sich für Landreformen in Irland und für die Rechte der (oft von den englischen Großgrundbesitzern unterdrückten und in bitterer Armut lebenden) Pächter einsetzte. Von 1879 bis 1882 agitierte die Land League, geführt von Davitt und Charles Stewart Parnell, im sogenannten „Land War“ für ihre Anliegen, wobei man von Anfang an die Konfrontation mit den Landlords nicht scheute. Berühmt in diesem Zusammenhang war die 1880 maßgeblich von der Land League betriebene Verweigerung der Erntearbeit der Pächter im Gebiet von Lough Mask im Mayo County, wodurch der örtliche Gutsverwalter Boycott in der Öffentlichkeit bloßgestellt wurde und sich sein Name als Inbegriff einer kollektiven Verweigerungshaltung einprägte. Zur Unterstützung seiner Pläne gründete er 1890 ein 
Journal namens Labour World, dessen Herausgeber er auch war.
In den kommenden Jahrzehnten erreichten Davitt und die Land League ihr Ziel. Es wurden Gesetze zugunsten der Pächter erlassen, und mit dem Wyndham Land Purchase Act von 1903 kam der irische Boden schließlich wieder in den Besitz der irischen Bauern.
Davitt starb drei Jahre später im Alter von 60 Jahren in Dublin. Heute erinnert an seinem Geburtsort Straide ein Museum an sein Leben und seine politische Arbeit. Statuen, Straßen- und Brückennamen und Briefmarken sind ihm gewidmet, unter anderem die Michael Davitt Bridge, die die Insel Acaill mit dem irischen Festland verbindet.

## Kinderarbeit
Nach Besuch der Grundschule begann Davitt mit neun Jahren in einer Baumwollspinnerei zu arbeiten. Schon einen Monat später wechselte er die Stelle, um für Lawrence Whitaker zu arbeiten, einem der führenden Baumwollhersteller im Distrikt, bevor er ein Jobangebot bei „Stellfoxe's Victoria Mill“ in Baxenden annahm. Dort bediente er eine Spinnmaschine. Am 8. Mai 1857 verfing sich sein rechter Arm in einem Zahnrad. Dabei wurde der Arm so stark verstümmelt, dass er amputiert werden musste. Davitt erhielt keinerlei Entschädigung.
Nachdem er sich von seiner Operation erholt hatte, half ihm ein lokaler Wohltäter, John Dean, eine Schule der Wesleyaner zu besuchen, welche mit der Methodist Church verbunden war. Nach dieser Ausbildung begann er 1861 mit 15 Jahren in einem Postamt zu arbeiten, das von Henry Cockcroft geleitet wurde, der auch der Besitzer einer Druckerei war. Trotz seiner Versehrung wurde er dort Schriftsetzer, später wurde er zum Briefträger und Buchhalter befördert. In dem Postamt arbeitete er noch für weitere fünf Jahre.
Davitt nahm zudem nachts am Unterricht des lokalen Mechanics’ Institute teil, dessen Bibliothek er auch benutzte. Er bekam immer mehr Interesse an der Geschichte Irlands und an der zeitgenössischen irischen sozialen Situation unter dem Einfluss von Ernest Charles Jones, einem langjährigen Führer der Chartisten, dessen radikale Ansichten zur Nationalisierung und irischen Unabhängigkeit er übernahm.